# Muzeum Josefa Hyláka v Radnicích
Muzeum Josefa Hyláka je muzejní instituce v Radnicích. Muzeum je členem Asociace muzeí a galerií.

## Historie
Muzeum založilo roku 1892 muzejní družstvo Kašpar Šternberk. Vůdčí osobností družstva byl řídící učitel Josef Hylák. Roku 1924 převzalo muzeum do své správy město Radnice. Samotné družstvo Kašpar Šternberk ukončilo svou činnost roku 1951.

## Sbírka
Muzeum uchovává etnografické, historické a přírodovědné sbírky. 